# Иодид индия(III)
Иоди́д и́ндия — бинарное неорганическое соединение, соль металла индия и иодистоводородной кислоты с формулой InI3, жёлтые кристаллы,
образует кристаллогидрат,
молекулы димерны.

## Получение
- Непосредственное взаимодействие элементов[4]:

{\displaystyle {\ce {2In + 3I2 ->[t] 2InI3}}}

## Физические свойства
Иодид индия образует жёлтые кристаллы
моноклинной сингонии,
пространственная группа P 21/c,
параметры ячейки a = 0,9837 нм, b = 0,6102 нм, c = 1,2195 нм, β = 107,69°, Z = 2.
Молекулы иодида индия димеризованы в кристаллах и в газовой фазе, то есть молекулярная формула In2I6.
Очень хорошо растворяется в воде. Кристаллогидрата состава {\displaystyle {\ce {InI3*2H2O}}} не образует.

## Химические свойства
- Реагирует с разбавленными щелочами:

{\displaystyle {\ce {InI3 + 3NaOH -> In(OH)3 v + 3NaI}}}